# Exile in Oblivion
Exile in Oblivion è il quinto album del gruppo punk rock Strung Out, pubblicato il 2 novembre 2004 dalla Fat Wreck Chords.

## Tracce
1. Analog
2. Blueprint Of The Fall
3. Katatonia
4. Her Name In Blood
5. Angeldust
6. Lucifermotorcade
7. Vampires
8. No Voice Of Mine
9. Anna Lee
10. Never Speak Again
11. Skeletondanse
12. Scarlet
13. Swan Dive
14. The Misanthropic Principle

## Formazione
- Jason Cruz - voce
- Jake Kiley - chitarra
- Rob Ramos - chitarra
- Chris Aiken - basso
- Jordan Burns - batteria